# Gustav Frištenský
Gustav Frištenský (11. května 1879, Kamhajek, součást obce Křečhoř – 4. dubna 1957, Litovel) byl za Rakouska-Uherska a první republiky českým zápasníkem v řeckořímském zápase.

## Biografie

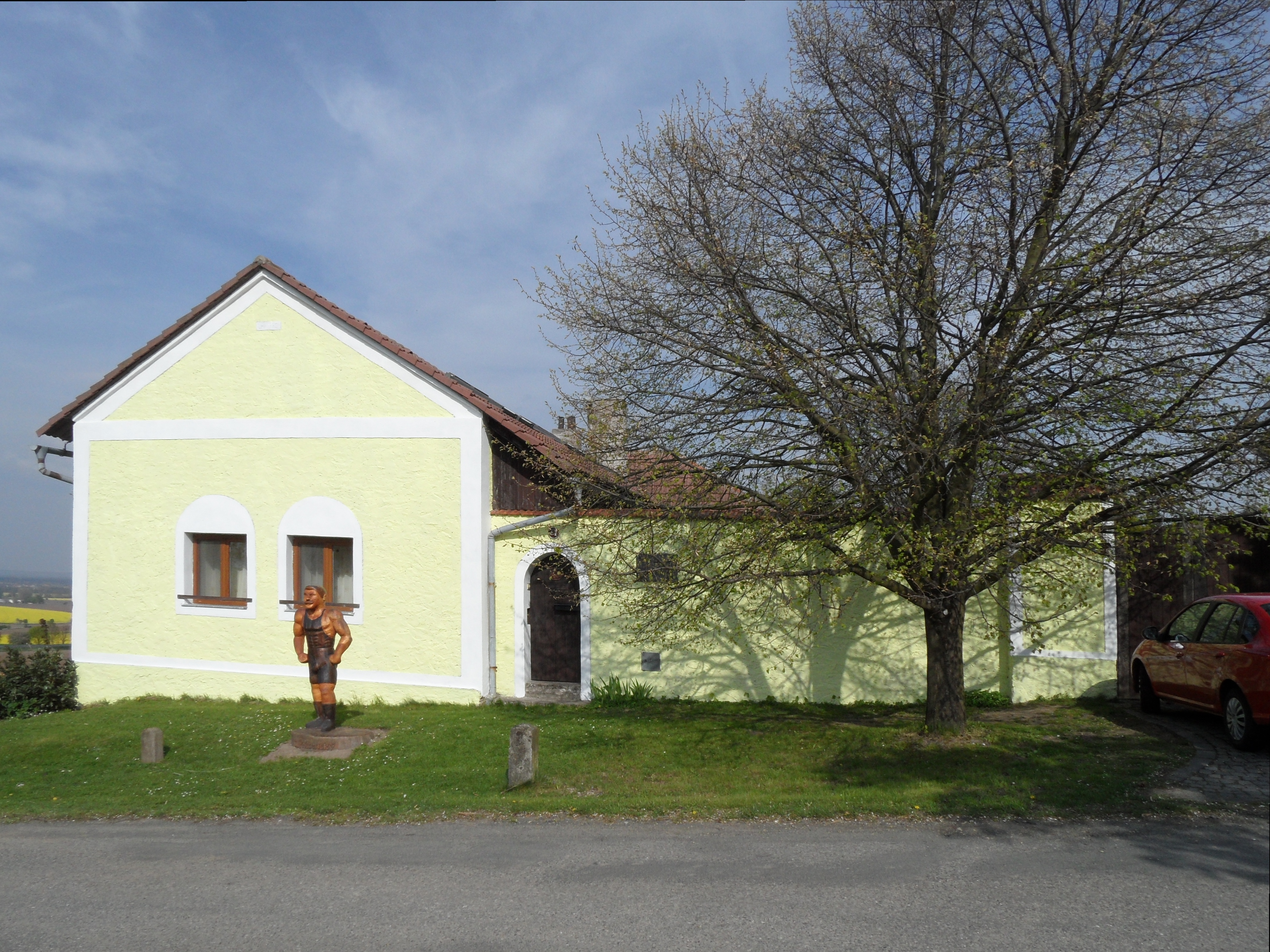
Rodný dům v obci Kamhajek

### Mládí
Narodil se jako jedno ze šesti dětí v obci Kamhajek (součást obce Křečhoř), kde jeho otec Alois Fridsteinský si vzal Kateřinu Choděrovou. Ve čtrnácti letech ho rodiče poslali na učení ke kováři. Zde mu jeden ze starších spoluučňů nastražil žhavou podkovu, která mu způsobila vážné popálení ruky. Po tříměsíční domácí léčbě se již do kovárny nevrátil, ale šel do učení na řezníka. Po vyučení vyrazil, jak bylo tehdy zvykem, na zkušenou do světa. Místo dostal v Brně u řezníka a uzenáře Moritze Soffera, který i s manželkou Karoline asi na podzim 1942 zahynul ve vyhlazovacím táboře Treblinka. Frištenský v Brně po krátkém čase začal navštěvovat místní Sokol a atletický klub Hellas.

### Zápasnická dráha

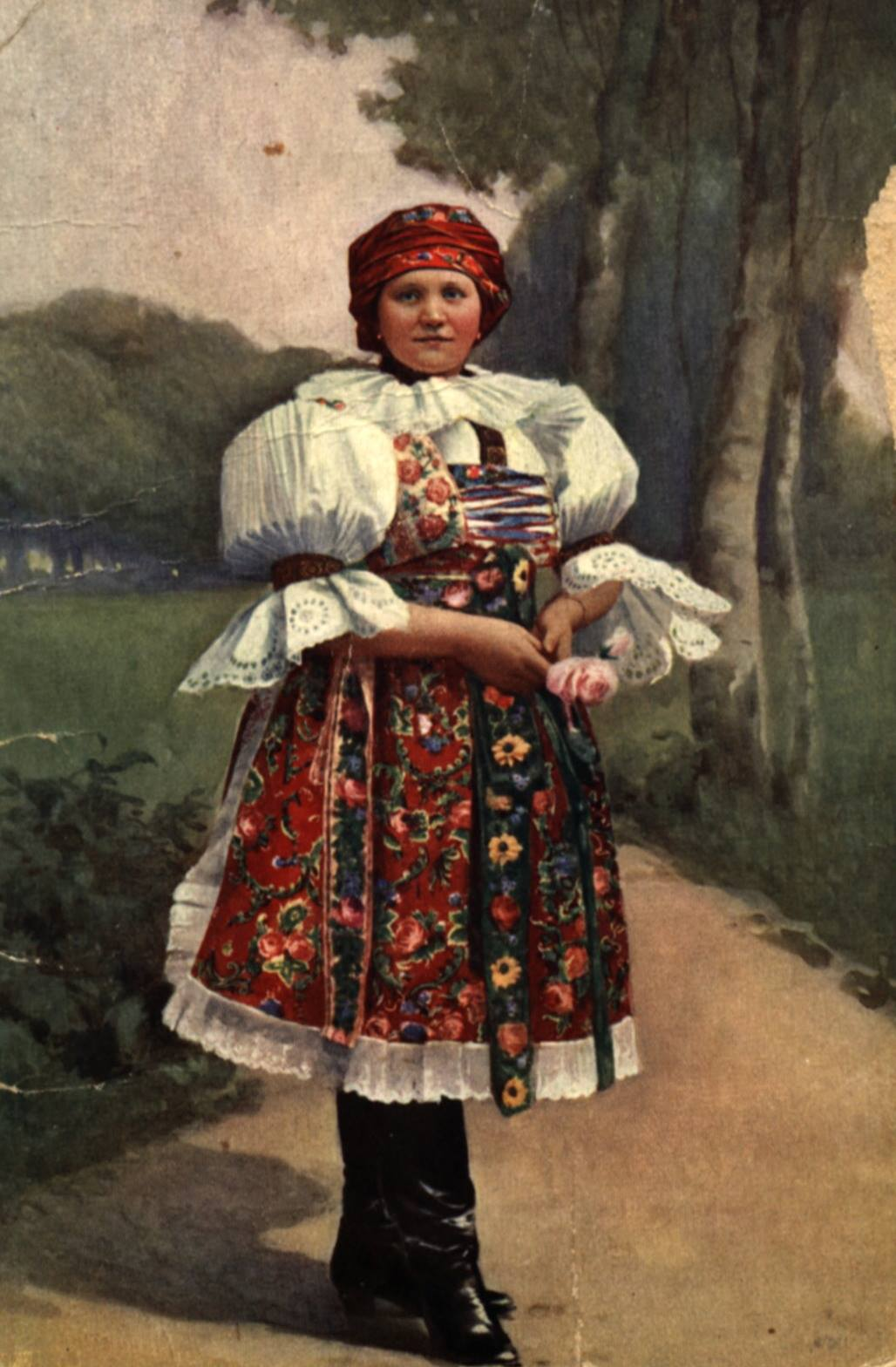
Miroslava Frištenská, choť Gustava Frištenského

V roce 1900 vyhrál svůj první mezinárodní závod, který se konal v Praze. O tři roky později se stal amatérským mistrem Evropy, když v Rotterdamu vyhrál v řeckořímském zápase. V té době měřil 186 centimetrů a vážil 94 kilogramů. Jeho vítězství však mělo i stinnou stránku, po návratu do vlasti zjistil, že jeho místo řeznického tovaryše bylo obsazeno. V převážně německém Brně byl pro Frištenského velký problém sehnat si novou práci a úspory pomalu docházely. Asi po půl roce tak kývl na jednu z četných nabídek a vydal se na dráhu profesionálního zápasníka.
Později zápasil v USA a vystupoval v cirkusech (např. ve známém cirkusu Kludský), v roce 1929 se stal profesionálním mistrem Evropy, když vyhrál v pražské Lucerně.
Jeho největším rivalem na domácí scéně byl Josef Šmejkal, známý ve světě jako Big Joe. V roce 1904 nad ním Frištenský zvítězil a ve stejném roce ještě vybojoval remízu, v roce 1913 vybojoval další remízu a v roce 1923 prohrál. Zápas Šmejkal - Frištenský v roce 1913 na pražské Letné sledovalo 8 000 diváků, což byl návštěvnický rekord v celé monarchii.

### Filmová dráha
Gustav Frištenský vystupoval jako herec ve dvou filmech:
- 1927 Pražský kat (role kata Jana Mydláře)
- 1929 Boží mlýny (role kováře Drastila)

### Odbojová činnost
Za druhé světové války podporoval finančně odbojovou činnost. Byl zatčen a vyslýchán, měl být transportován do koncentračního tábora. Díky úplatku byl propuštěn. Po válce byl oceněn Záslužným křížem za práci pro osvobození vlasti v době Protektorátu. V roce 1945 přispěl 45 000 korunami na obnovu vypálené obce Javoříčko.

### Závěr života

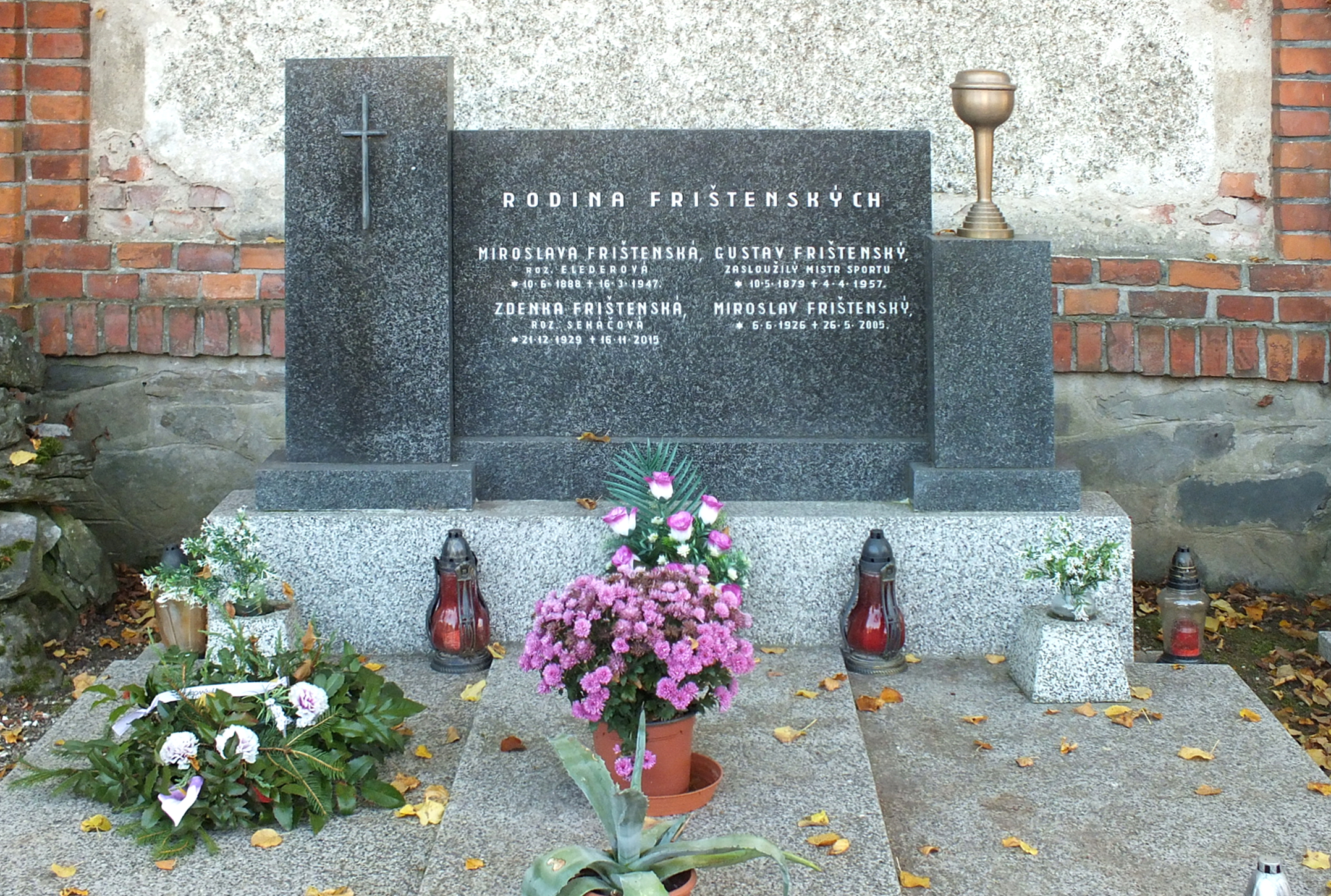
Hrob rodiny Frištenských v Litovli

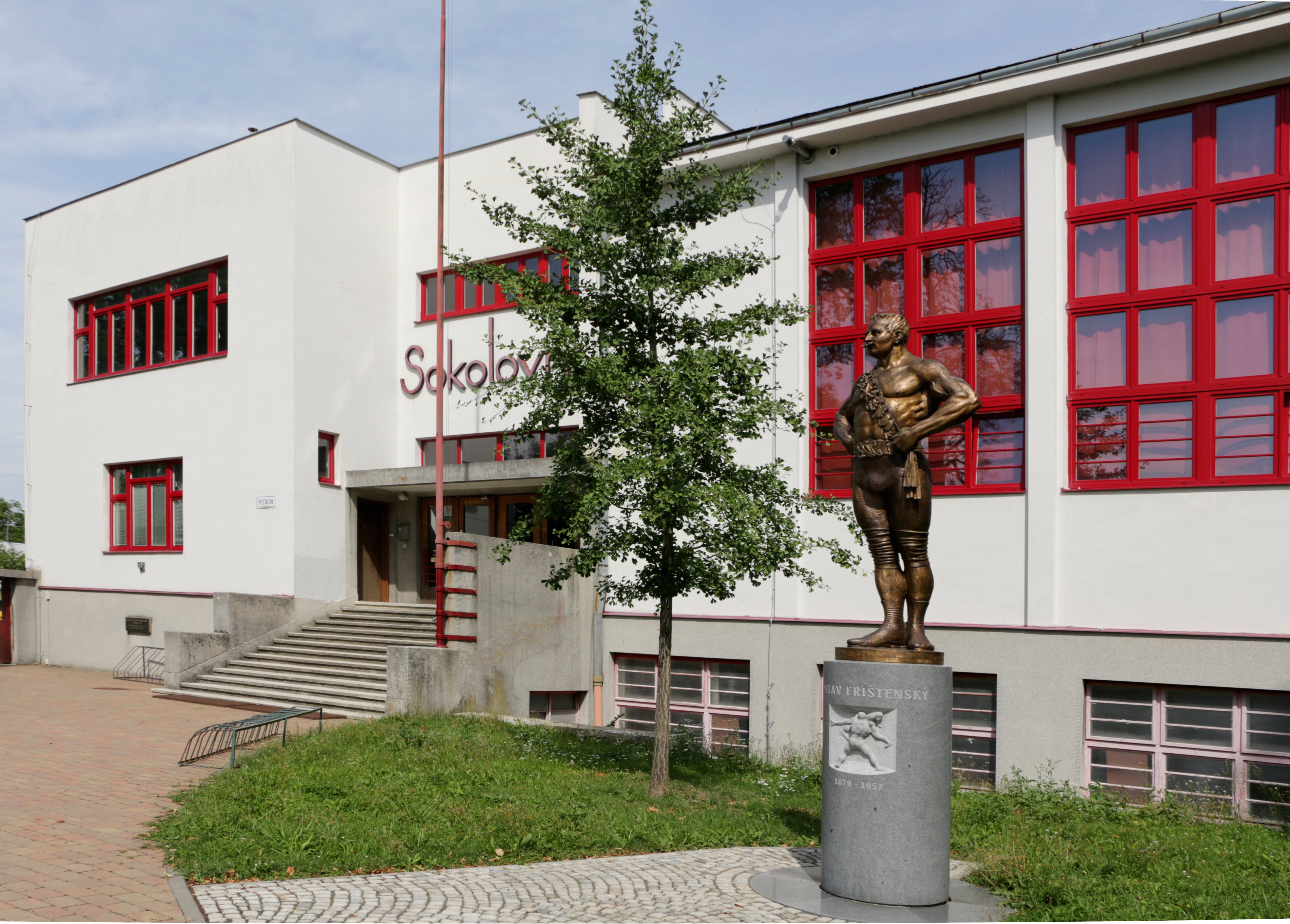
Socha před sokolovnou v Litovli

Od roku 1917 žil v Litovli, kde se oženil s dcerou sládka litovelského pivovaru Miroslavou Ellederovou (1888–1947). Vlastnil statek v Lužicích u Šternberka, který mu byl jako součást Sudet po Mnichovské dohodě v roce 1938 zabaven. Po roce 1945 mu byl statek navrácen, ovšem vypleněný Rudou armádou a poté byl kolektivizován.
Po roce 1945 vystupování zanechal. Po válce rozdělil svých 150 000 Kč ženám po zemřelých četnících. Roku 1947 ovdověl. V roce 1956 obdržel titul Zasloužilý mistr sportu. Zemřel 4. dubna 1957 v Litovli, kde je pochován. Před sokolovnou v Litovli má sochu. 

V posledních třiceti letech života patřil k jeho přátelům básník Petr Bezruč. I když se oba lišili povahou, vzděláním a životním zaměřením, vzájemně k sobě cítili úctu a sympatii.  Když zemřel, rozloučil se s ním Bezruč v kondolenčním listu:
| „             | Vítěz v boji mnohém, udivils kruh zemský, budiž navždy sbohem, Gustave Frištenský | “ |
| — Petr Bezruč |                                                                                   |   |

Zápasu se věnovali také jeho bratři František, Josef a Karel. 

## Zajímavost
V divadelní hře Dobytí severního pólu mu byl vytvořen fiktivní bratranec - „potah, nosič a primitiv“ Varel Frištenský.